# Ibn Mu'adh al-Jayyani
Abd'Allah Muhammad Ibrahim al-Yayyani,  de nome completo Abu Abd Allah Muhammad ibn Ibrahim ibn Muhammad ibn Mu'ad al-Sa'bani al-Yayyani, conhecido como Ibn Mu'adh al-Jayyani, Ibn al-Sammak ou  Ibn Muad de Jaén  (Jaén,? - Jaén 1093) foi um matemático do Al-Andalus, que se destacou especialmente pelas suas pesquisas e contribuições para a trigonometria, à qual desligou dos estudos da astronomia.
Nasceu em uma destacada família de Jaén de juristas muçulmanos. Algum dos seus antepassados foram cadis de Jaén, de Sevilha e de Córdova. Ele próprio foi cadi de Jaén e vizir de Sevilha. Viajou para o Egito por ocasião da sua viagem a Meca, onde entrou em contato com os matemáticos da época no Oriente. As suas contribuições fundamentais para o conhecimento matemático foram o tornar compreensível a razão matemática entre magnitudes incomensuráveis, que figurava no livro quinto dos Elementos de Euclides como razão racional; realizar a primeira obra ou tratado conhecido de trigonometria esférica, em boa medida graças às contribuições dos matemáticos egípcios, no qual resolveu vários teoremas e todos os problemas ligados a triângulos esféricos quando se conhecem quatro dos seus elementos e, além disso, recolhe sistematicamente o conhecimento matemático da época.
Realizou o cálculo da altura da atmosfera -83,86 quilômetros-, sobre a base de quatro parâmetros que foram: a circunferência terrestre de 38.624,25 quilômetros, o tamanho relativo da Terra ao Sol numa relação 5,5 a 1 em raios terrestres, distância média da Terra ao Sol [1110 raios terrestres] e ângulos de depressão dos crepúsculos. Este cálculo foi o usado durante cerca de 600 anos na Europa até Kepler o modificar ao introduzir a variável da refração da luz na atmosfera. Também  estabeleceu um algoritmo para fixar os limites na divisão astrológica, conhecido como método equatorial de limites fixos, embora não fosse o primeiro, mas sim a sua solução foi original, e que foi usado para a projeção de raios e uma demonstração do teorema do seno, o cálculo dos valores da função tangente usando pela primeira vez a teoria de senos de Al-Khwarizmi.

## Obras

### Obras conservadas em árabe
- Risala fi Matrah al-su‘a‘at, livro manuscrito de 1265 que se conserva na Biblioteca Medicea Laurenziana.
- Kitab Mayhulat qisi al-kura, do qual se conservam dois manuscritos, um deles na Biblioteca do Real Mosteiro de San Lorenzo de O Escorial.
- Maqala fi Sarh al-nisba , com uma só obra conservada na Biblioteca Nacional de Argel.

### Resto de obras
- Liber de Crepusculis matutino et vespertino   (traduzido do árabe para o latim por Gerardo de Cremona)
- Liber tabularon Iahem cum regulis suius, conhecido por Tabelas de Jaén, (Gerardo de Cremona).
- Sobre o eclipse de sol.